# نئوا پاز
نئوا پاز (به اسپانیایی: Nueva Paz) یک منطقهٔ مسکونی در کوبا است که در استان مایابکه واقع شده‌است. نئوا پاز ۵۱۵ کیلومتر مربع مساحت و ۲۴٬۲۷۷ نفر جمعیت دارد و ۲۰ متر بالاتر از سطح دریا واقع شده‌است.